# 石橋慎太郎
石橋 慎太郎（いしばし しんたろう、1983年2月1日 - ）は、静岡県出身の競輪選手。日本競輪選手会静岡支部所属。日本競輪学校第88期卒業。師匠は海野敦男（69期）。

## 経歴
静岡北高等学校時代、スプリント競技のアジア・ジュニア選手権で優勝、全日本アマチュア選手権を制すなどした。
卒業後、日本競輪学校（88期）に技能試験免除で入学し、在校成績は2位。2003年7月にプロデビュー、翌2004年7月にS級に昇級した。

## 褒章
- 静岡市体育協会：平成13年度表彰（優秀選手章）[3]
  - 第36回全国都道府県対抗自転車競技大会 スプリント優勝
  - 第56回国民体育大会自転車競技会 スプリント優勝